# Monte Dena
El Dena (en lorí y persa : دنا, también conocida como Dinar) es el nombre de un pico y una sierra dentro de la cordillera Zagros del oeste y sudoeste de Irán. Está situado en el límite de las provincias de Ispahán, Kohkiluyeh y Buyer Ahmad y Chahar Mahal y Bajtiarí. Se encuentra cerca de Sisakht, a 30 km al norte de Yasuj.
El Dena tiene una elevación de 4.409 metros sobre el nivel del mar. Esto la convierte en la montaña más alta conocida en los Zagros. Otros famosos picos son Kal Ghedvis, Ghash Mastan (Bizhan 3), Bizhan 2, Bizhan 1 y Pir Pazan.